# 漢書 (軟體)
漢書，原名書中仙，由大方廣資訊發行，是從DOS時期發展至今的一套中文文書處理軟體。其舊版本漢書4/5（HE4/5）相當於PE2的競爭對手。最新的版本為漢書V11.7。

## DOS 時代
漢書的前身是建構於PE2之上，加入了大量巨集，俗稱PE2 Stone版。該套件發展至PE2 Stone V5.0版（又稱異形PE2版）終止。
後來作者自行開發新軟體「書中仙」，約1992年，由銳士資訊工程有限公司發行。其後成立大方廣資訊股份有限公司，軟體改名為「漢書」。DOS時代的最後版本出到漢書V5。

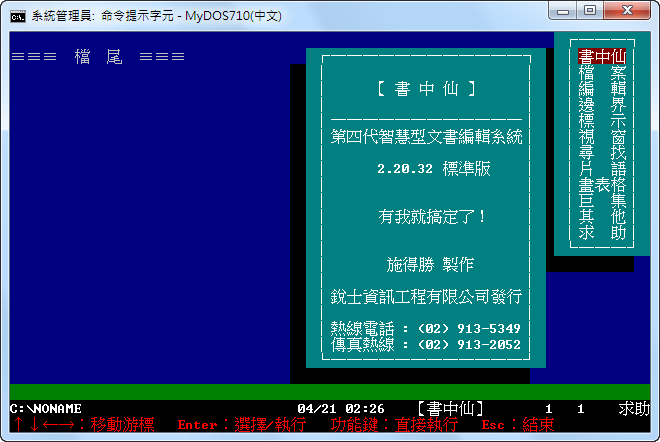
書中仙V2（HE_V2）
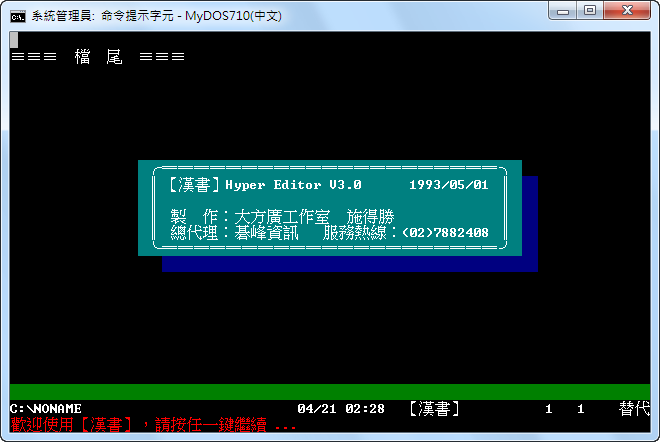
漢書V3（HE_V3）
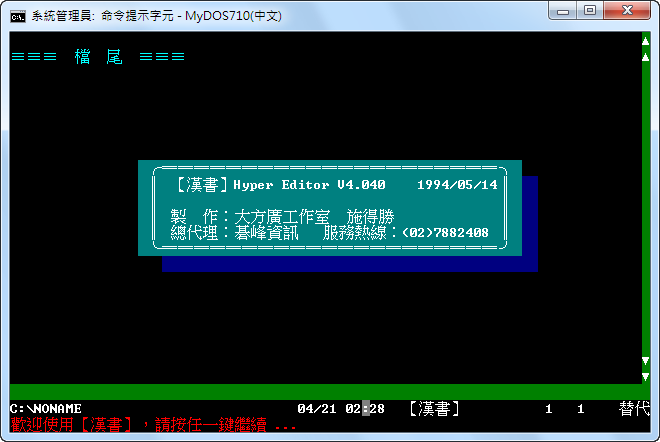
漢書V4（HE_V4）
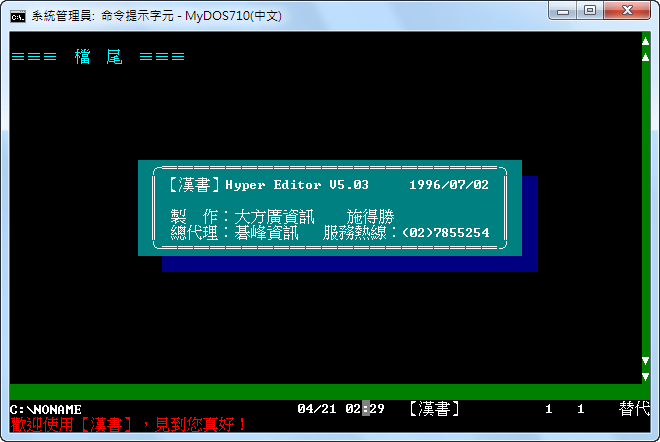
漢書V5（HE_V5）

## Windows 時代

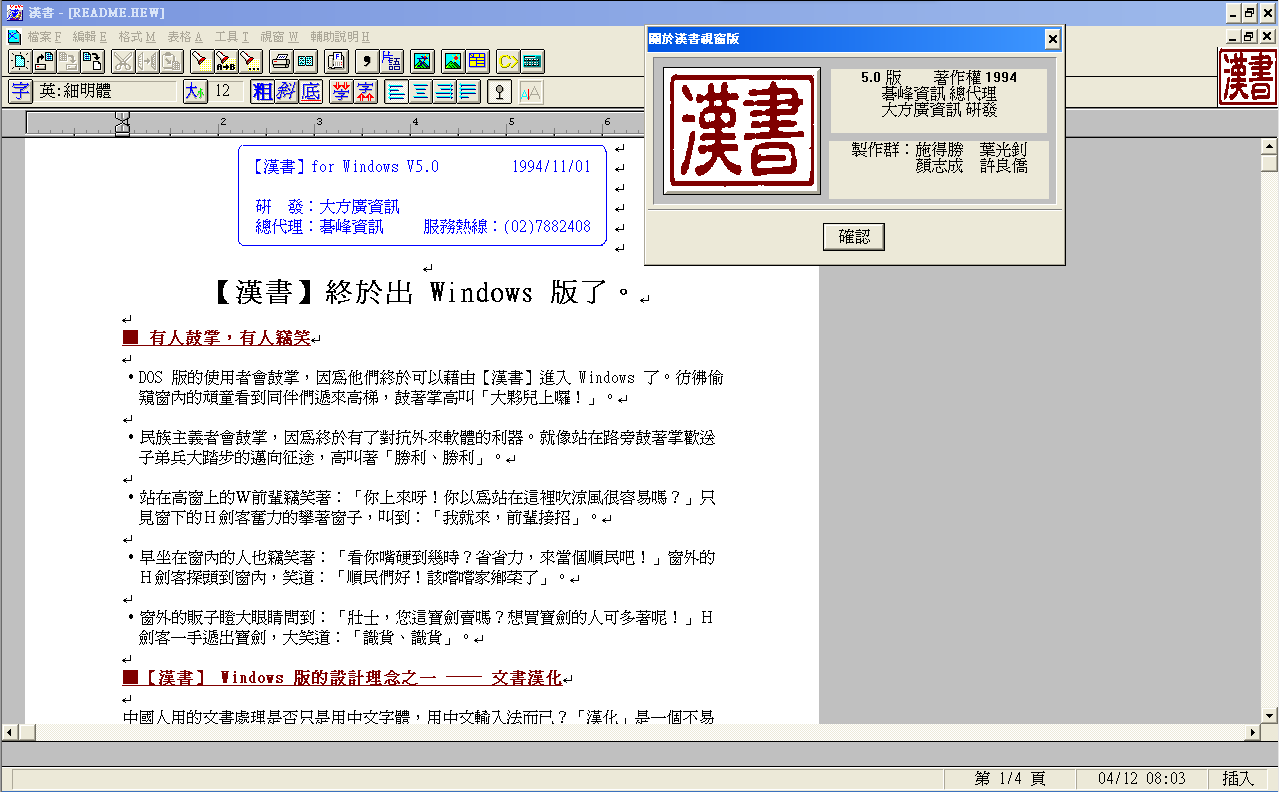
HE_V6_0_Win_WinHE

漢書在Windows時代發行的版本如下：
- 漢書 98 (V6)
- 漢書 2000 (V7)
- 漢書 XP (V8)
- 漢書 9 (V9)
- 漢書 UniCode (V11)

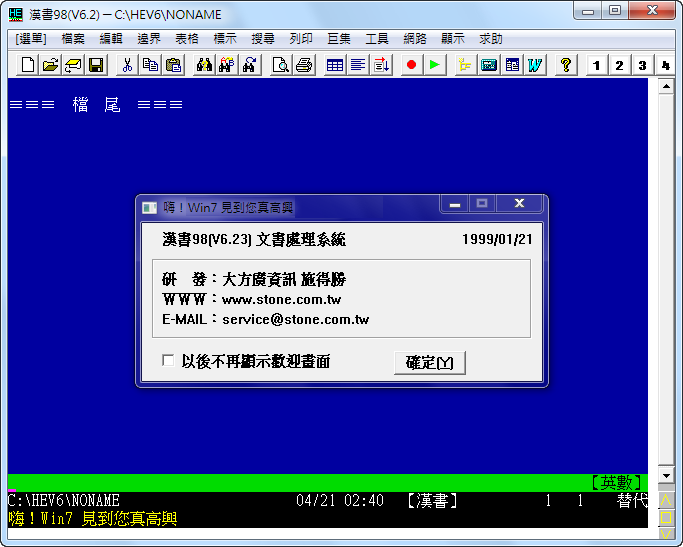
漢書98（HE_V6_1）
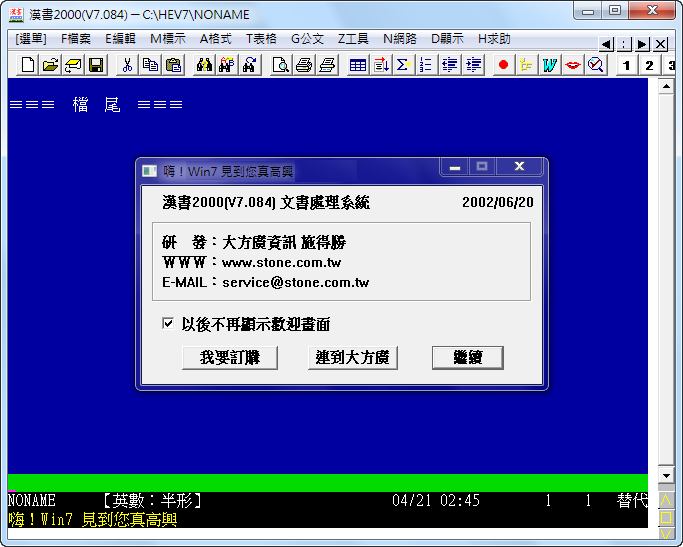
漢書2000（HE_V7）
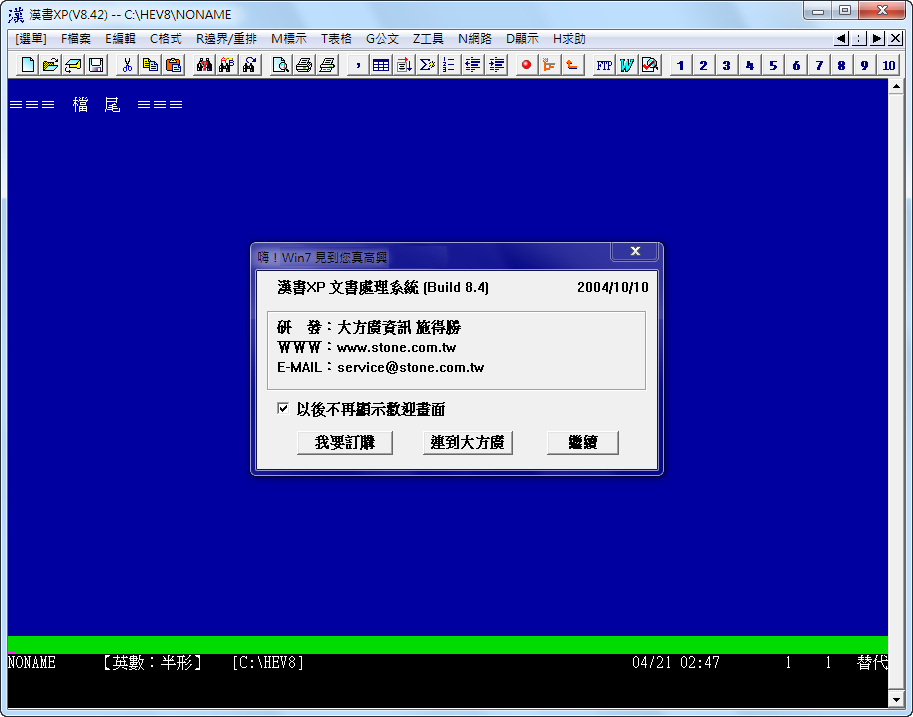
漢書 XP（HE_V8）
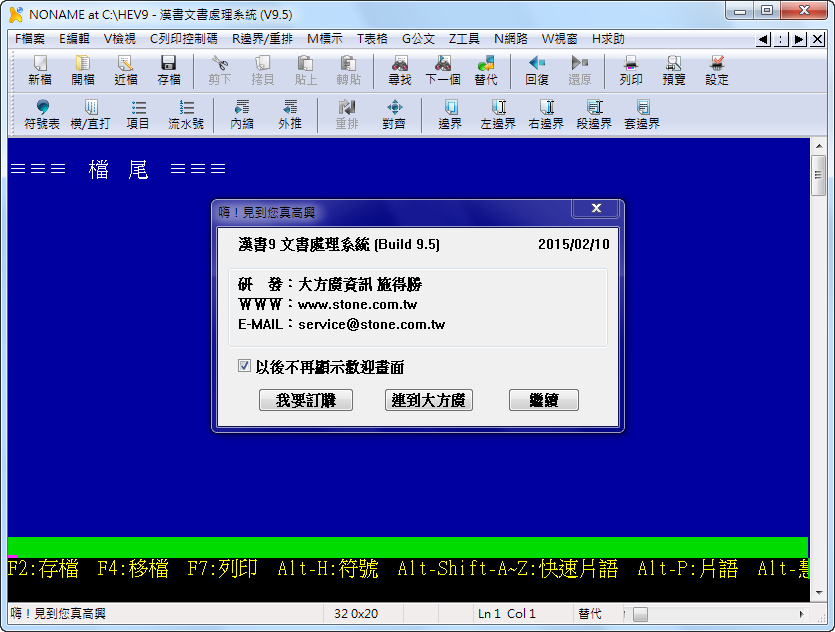
漢書 9（HE_V9）
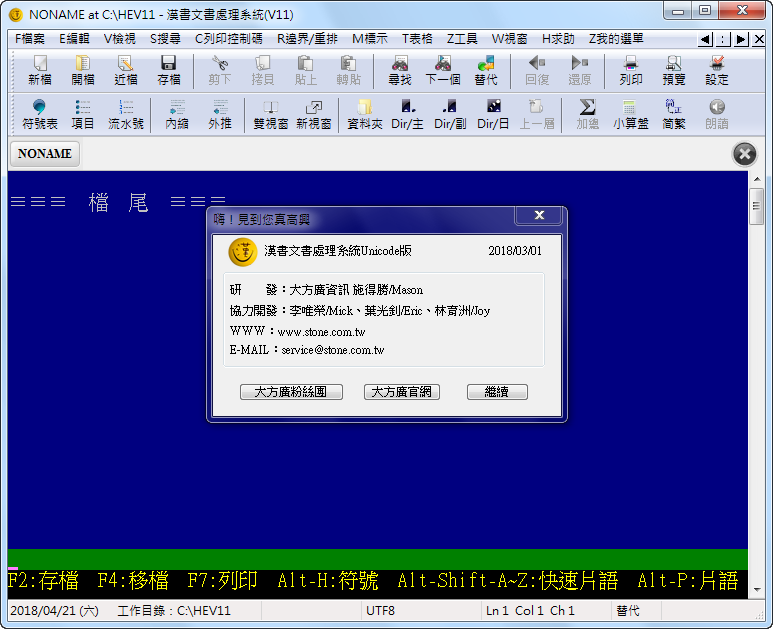
漢書 UniCode（HE_V11）

## 外部連結
- 漢書 （页面存档备份，存于）
- iT自救術─從PE2到漢書 （页面存档备份，存于）